# Bert Coleman
Ernest Herbert "Bert" Coleman (19 tháng 10 năm 1889 – 15 tháng 6 năm 1958) là một cầu thủ bóng đá người Anh, đáng chú ý lần ra sân năm 1921 với đội tuyển quốc gia Anh mặc dù thi đấu cho câu lạc bộ non-league Dulwich Hamlet.